# Mario & Sonic op de Olympische Spelen: Tokio 2020
Mario & Sonic op de Olympische Spelen: Tokio 2020 (Engels: Mario & Sonic at the Olympic Games Tokyo 2020) is een computerspel ontwikkeld en uitgegeven door Sega voor de Nintendo Switch. Het sportspel is uitgekomen in Japan op 1 november 2019, in de VS op 5 november en in Europa op 8 november van dat jaar.
Het spel is het zesde spel in de Mario & Sonic-serie en is gebaseerd op de Olympische Zomerspelen 2020.

## Gameplay
Tijdens het spel kiest men een van de personages uit de Sonic- of Mario-franchise om deel te nemen aan verschillende sportevenementen die worden gehouden tijdens de Olympische Spelen. Sporten die terugkeren in dit deel zijn boksen, voetbal, zwemmen en gymnastiek. Nieuwe sporten zijn karate, skateboarden, klimmen en surfen.
Men kan het personage besturen met de Joy-Con-controllers. Het spel ondersteunt split screen, zodat meerdere spelers op hetzelfde scherm kunnen spelen, maar er is ook een modus om via het internet te spelen.
Er is tevens een 2D-modus beschikbaar waarin de oude 8-bit en 16-bit personages tegen elkaar strijden.

## Personages
Speelbare personages in dit spel zijn:
Mario-franchise
- Mario
- Luigi
- Peach
- Daisy
- Bowser
- Wario
- Waluigi
- Yoshi
- Donkey Kong
- Bowser Jr.

Gasten:
- Rosalina
- Toadette
- Diddy Kong
- Larry Koopa
- Wendy Koopa
- Ludwig Koopa

Sonic-franchise
- Sonic
- Tails
- Amy
- Blaze
- Dr. Eggman
- Knuckles
- Shadow
- Vector
- Silver
- Metal Sonic

Gasten:
- Rouge
- Jet
- Espio
- Eggman Nega
- Zavok
- Zazz

## Ontvangst
| Recensiescore       | Recensiescore |
| Recensieverzamelaar | Score         |
| ------------------- | ------------- |
| Metacritic          | 69%           |
| Publicist           | Score         |
| Destructoid         | 8             |
| GameSpot            | 7             |
| GameRevolution      | 3,5/5         |
| IGN                 | 6,4           |
| Nintendo Life       | 7             |

Het spel ontving gemengde recensies. Men prees de minispellen, humor, stemacteurs, 2D-stijl, gameplay en het multiplayergedeelte. Kritiek was er op het gebrek aan inhoud voor de singleplayermodus en de online-modus. Ook de verhaallijn werd gemengd ontvangen.
Op verzamelwebsite Metacritic heeft het spel een verzamelde score van 69%.